# Arne Dahl: Efterskalv
Arne Dahl: Efterskalv (en inglés: "Arne Dahl: Afterquake"), es una miniserie sueca transmitida del 29 de marzo del 2015 al 5 de abril del 2015 y dirigida por Pontus Klänge.
Es la séptima miniserie y la novena parte de la franquicia de Arne Dahl.
La miniserie es una adaptación a la pantalla de la novela "Arne Dahl: Efterskalv" publicada en el 2006 del autor sueco Jan Arnald, quien en ocasiones firma bajo el seudónimo de "Arne Dahl".
La miniserie es precedida por Arne Dahl: Mörkertal y sucedida por la miniserie Arne Dahl: Himmelsöga.

## Historia
Cuando un tren del metro explota en los túneles de Estocolmo durante una noche de noviembre, la magnitud de devastación de lo sucedido es enorme, el país se encuentra en shock. Cuando un grupo fascista llamado "The Holy Riders of Siffin" afirma ser el responsable del ataque a través de una llamada anónima el equipo especial "Grupo A" comienza a actuar. Aunque el equipo piensa que están cerca de hacer un arresto, en realidad sólo están en el inicio de la caza de criminales llenos de extremismo político, odio y muerte.
Cuando un sobreviviente aparece de un escondite en el túnel con información sobre lo sucedido, el equipo y la investigación se van en una nueva dirección. Mientras tanto Kerstin está luchando por sobreponerse a la muerte de Bengt Åkesson, y su relación con Paul comienza a sufrir como resultado.

## Personajes

### Personajes principales
| Actor                | Personaje       | Ocupación                        | Especialidad              | Episodios | Año  |
| -------------------- | --------------- | -------------------------------- | ------------------------- | --------- | ---- |
| Malin Arvidsson      | Kerstin Holm    | Inspectora en Jefe de la Unidad  | -                         | 2         | 2015 |
| Shanti Roney         | Paul Hjelm      | Jefe de Asuntos Internos         | -                         | 2         | 2015 |
| Magnus Samuelsson    | Gunnar Nyberg   | Detective de la Unidad "Grupo A" | -                         | 2         | 2015 |
| Niklas Åkerfelt      | Arto Söderstedt | Detective de la Unidad "Grupo A" | Análisis                  | 2         | 2015 |
| Alexander Salzberger | Jorge Chavez    | Detective de la Unidad "Grupo A" | Tecnología en Información | 2         | 2015 |
| Vera Vitali          | Sara Svenhagen  | Detective de la Unidad "Grupo A" | Pedofília y Tráfico       | 2         | 2015 |
| Natalie Minnevik     | Ida Jankowicz   | Detective de la Unidad "Grupo A" | Idiomas                   | 2         | 2015 |

### Personajes secundarios
| Actor                     | Personaje            | Ocupación                          | Episodios | Año  |
| ------------------------- | -------------------- | ---------------------------------- | --------- | ---- |
| Kenneth Milldoff          | Frank Albrekt        | Comisionado Nacional de la Policía | 2         | 2015 |
| Claes Hartelius           | Brynolf Svenhagen    | -                                  | 2         | 2015 |
| Vanna Rosenberg           | Lotta Björk          | Secretaria                         | 2         | 2015 |
| Caisa Ahlroth             | Ebba                 | -                                  | 2         | 2015 |
| Josefin Asplund           | Molly                | -                                  | 2         | 2015 |
| Astrid Assefa             | Annie Brandt         | -                                  | 2         | 2015 |
| Jonas Bane                | Fillip Faber         | -                                  | 2         | 2015 |
| Pascal Andersson          | Anders Holm          | Hijo de Kerstin                    | 2         | 2015 |
| Ellen Bergström           | Alva                 | -                                  | 2         | 2015 |
| Yngve Dahlberg            | Ivan Vucovic         | -                                  | 2         | 2015 |
| Claes Elfsberg            | Claes Elfsberg       | -                                  | 2         | 2015 |
| Björn Elgerd              | Emil                 | -                                  | 2         | 2015 |
| Frida Gustavsson          | Jenna Svensson       | -                                  | 2         | 2015 |
| Kalled Mustonen           | Joel                 | -                                  | 2         | 2015 |
| Lars Göran Persson        | Tore Mikaelis        | -                                  | 2         | 2015 |
| Kardo Razzazi             | Jamshid Talaqani     | -                                  | 2         | 2015 |
| Ulf Stenberg              | Niclas Ask           | -                                  | 2         | 2015 |
| Michaela Thorsén          | Maja                 | -                                  | 2         | 2015 |
| Madeleine Barwén Trollvik | Teresa               | -                                  | 2         | 2015 |
| Jenny Ulving              | Johanna Larsson      | -                                  | 2         | 2015 |
| Anna Wallander            | Signe Falk           | -                                  | 2         | 2015 |
| Philip Zandén             | Bernt Göran Tillberg | -                                  | 2         | 2015 |
| Erik Madsen               | Tom Graus            | -                                  | 2         | 2015 |
| Eva Dahlman               | -                    | Doctora                            | 2         | 2015 |
| Tim Man                   | -                    | Joven con Encendedor               | 2         | 2015 |
| Sofia Pekkari             | Katrin               | Vecina                             | 2         | 2015 |
| Joakim Wirström           | -                    | Oficial del Equipo de Reacción     | 1         | 2015 |

## Episodios
La miniserie estuvo conformada por 2 episodios.

## Producción
La miniserie fue dirigida por Pontus Klänge, escrita por Arne Dahl y Peter Emanuel Falck. Contó con la participación del productor Ulf Synnerholm, en apoyo con los ejecutivos Tasja Abel, Lars Blomgren, Wolfgang Feindt, Lena Haugaard, Henrik Zein y Christian Wikander, también participaron el productor asociado Frank Seyberth (de ZDF) y el productor de línea Mattias Arehn. 
La cinematografía estuvo a cargo de Johan Holmquist, mientras que la edición a cargo de Tomas Beije, Hélène Berlin, Rickard Krantz y Fredrik Pihl.
El primer episodio fue estrenado el 29 de marzo del 2015 con una duración de 1 hora, mientras que el segundo episodio estrenado el 5 de abril del 2015 duró 1 hora.
En la miniserie participó la compañía de producción "Filmlance International AB". Fue distribuida por "Film1" en el 2015 en la televisión limitada en los Países Bajos, por "Sveriges Television (SVT)" en televisión en Suecia y por "Yleisradio (YLE)" en Finlandia en televisión.

### Emisión en otros países
| País      | Título                   | Fecha de Estreno    |
| --------- | ------------------------ | ------------------- |
| Finlandia | Arne Dahl: Jälkijäristys | 21 de abril de 2015 |